# Nolo contendere
Ne doit pas être confondu avec No contest.

Nolo contendere est une expression juridique qui vient du latin et signifie « Je ne souhaite pas contester ». Cette procédure est également connue comme un plaidoyer de « non contestation ».

## Utilisation
Dans les procès pénaux et dans certaines juridictions de common law, c'est un plaidoyer où le défendeur n'admet ni ne conteste une charge, servant d'alternative à une plaidoirie de coupable ou de non coupable. 
Un moyen de ne pas contester, bien que n'étant pas techniquement une reconnaissance de culpabilité, a le même effet immédiat qu'une reconnaissance de culpabilité et est souvent offerte comme partie des négociations entre le procureur et l'avocat de la défense, incluant parfois le juge, pour réduire la gravité des charges.
Dans de nombreux pays un moyen de nolo contendere n'est pas un droit et diverses restrictions sont mises à son utilisation. Aux États-Unis, la loi de l'État détermine si et dans quelles circonstances un défendeur peut plaider non-contestation. Plusieurs autres pays de common law, cependant, l'interdisent purement et simplement.
En  Grande-Bretagne, au Canada et en Australie, un plaidoyer de nolo contendere par un défendeur dans un procès pénal n'est pas autorisé. Le défendeur doit inscrire un plaidoyer de coupable ou de non coupable. Là où un défendeur refuse d'écrire un plaidoyer, le tribunal enregistrera un plaidoyer de non coupable.
Une des réclamations de nolo contendere le plus célèbre dans l'histoire des États-Unis était celle du vice-président Spiro T. Agnew, qui a été accusé des crimes de corruption commis tandis qu'il était gouverneur du Maryland puis vice-président des États-Unis. Dans le cadre d'un accord avec le procureur fédéral du Maryland, S. Agnew a plaidé nolo contendere, dans un tribunal du Maryland, en échange de sa démission de ses fonctions de vice-président.

## Effets résiduels
Un plaidoyer de nolo contendere a les mêmes effets immédiats qu'un plaidoyer de culpabilité, mais peut avoir différents effets ou conséquences résiduelles dans les actions futures. Par exemple, une condamnation découlant d'un plaidoyer de nolo entraîne les mêmes sanctions (amendes, confiscations) que si elle intervient après un plaider coupable, mais elle peut être considérée comme une circonstance aggravante dans un futur procès criminel. Toutefois, contrairement à un plaidoyer de culpabilité, un défendeur dans un plaidoyer de nolo contendere ne peut être tenu d'avouer les faits. Cela signifie typiquement qu'une condamnation intervenant après un plaidoyer de nolo contendere ne peut être employée pour établir ni la violation délibérée de la loi, ni l'intention criminelle, ni même si les actes ont été commis ou non, dans un procès civil ultérieur portant sur le même ensemble de faits que la poursuite pénale.
Dans certaines juridictions, telle que l'État du Texas, le droit de faire appel des résultats d'une négociation faite après un plaidoyer de nolo contendere est très restreint. Au Texas, les accusés qui ont conclu un plaidoyer de nolo contendere peuvent faire seulement appel du jugement du tribunal si le recours est fondé sur des propositions écrites avant le prononcé par le tribunal. 